# Résolution 25 du Conseil de sécurité des Nations unies
Membres permanents
- Chine
- États-Unis
- France
- Royaume-Uni
- URSS

Membres non permanents
- Australie
- Belgique
- Brésil
- Colombie
- Pologne
- Syrie

Résolution no 24 Résolution no 26
La résolution 25 est une résolution du Conseil de sécurité de l'ONU qui a été votée le 22 mai 1947  et qui décide que la demande de l'Italie doit être soumise au comité d'admission pour étude.
L'abstention est celle de l'Australie.

## Texte
- Résolution 25 sur fr.wikisource.org
- Résolution 25 sur en.wikisource.org